# Soilent Green
A Soilent Green amerikai sludge metal/grindcore együttes. Zenéjükben a black metal, a hardcore punk, a death metal és a southern rock elemei is keverednek. 1988-ban alakultak meg New Orleans-ban. Tagjai: Tommy Buckley – dobok, Brian Patton – gitár, Ben Falgoust – ének, Scott Crochet – basszusgitár.
Nevüket az 1973-as Zöld szója (Soylent Green) című film eredeti címéről kapták. Ben Falgoust 1997-ben új zenekart alapított, Goatwhore néven. A Soilent Green szerezte az Adult Swim Squidbillies című sorozatának főcímzenéjét is.
A zenekar két korábbi tagja is elhunyt: 2004-ben Scott Williams basszusgitárost megölte a szobatársa, 2005-ben pedig Glenn Rambo énekes hunyt el a Katrina hurrikán miatt.

## Diszkográfia
- Pussysoul (1995)
- Sewn Mouth Secrets (1998)
- A Deleted Symphony for the Beaten Down (2001)
- Confrontation (2005)
- Inevitable Collapse in the Presence of Conviction (2008)

## Egyéb kiadványok
- A String of Lies (1998, EP)